# Lagazuoisee
Der Lagazuoisee oder Lagazuoi-See (italienisch Lago Lagazuoi, ladinisch Lech de Lagació) ist ein Gebirgssee in den Dolomiten in Südtirol, Italien. Er ist ein geschütztes Naturdenkmal und Teil des Naturparks Fanes-Sennes-Prags.
Der See liegt rund sechs Kilometer ostsüdöstlich von St. Kassian, und 500 Meter Luftlinie ostsüdöstlich der Scotonihütte in Abtei am Dolomitenhöhenweg Nr. 1 und am Wanderweg Nr. 20, der von der Capanna Alpina über die Scotonihütte zum namensgebenden Lagazuoi führt. Oberhalb des Sees erhebt sich die markante Felswand der 2650 m hohen Seespitze. Der kleine fischreiche See 550 Meter westlich der Grenze von Südtirol zur Provinz Belluno ist ein beliebtes Ausflugsziel für Wanderer und Bergsteiger.